# San Francisco de Jacagua
No confundir con Jacagua de Villa Mella en Santo Domingo.
San Francisco de Jacagua  (oficialmente Distrito Municipal San Francisco de Jacagua) es un distrito municipal del municipio Santiago de los Caballeros en la República Dominicana.

## Reseña histórica
La villa de Santiago fue trasladada desde las orillas del río Yaque hasta el los terrenos de Los cocos de Jacagua en el año 1504 por orden de Frey Nicolás de Ovando, Comendador de Lares en la Orden de Alcántara. La razón por la que se ordenó ese traslado aún se desconoce. Existen evidencias (la mayoría de ellas dadas por el historiador Carlos Dobal y Erwin Walter Palm) que indican que en esta nueva villa se construyó la primera iglesia de “Tapia y techo de Santo Domingo” de la cual existen las ruinas dentro de los terrenos pertenecientes a la familia Benoit.
El establecimiento de la villa de Santiago en los terrenos de Los Cocos de Jacagua tuvo una duración de 58 años, ya que en el año 1562 un gran terremoto azotó la zona y destruyó todas las edificaciones obligando a sus habitantes a retornar a una zona adyacente a la orilla del río Yaque. Por esta razón a esta comunidad se la conoce por el nombre de Santiago Viejo.

## Administración local
La junta distrital es dirigida actualmente por el dirigente del Partido Reformista Social Cristiano (PRSC) Jose Miguel Colomé, nativo de La comunidad de La Bucara Zona montañosa de este Distrito Municipal.
EL presidente del Consejo de Vocales el periodo 2025-2026 es el Dirigente del Partido Revolucionario Moderno (PRM) Henry Vargas Polanco y su Secretaria Municipal, La Dirigente del PRM Rosalba Martinez.

## Educación
El Distrito Municipal San Francisco de jacagua cuenta con 13 escuelas primarias y 4 cuatro centros públicos de educación secundaria. También tiene un número importante de colegios privados y salas de tarea. En el año 2014, a través del Plan de Construcción de Escuela para la complementación de la tanda extendida se inició la construcción de varios centros educativos. 
En este distrito municipal existen varios núcleos del plan Quisqueya Aprende Contigo Archivado el 2 de mayo de 2019 en Wayback Machine. que han colaborado a reducir los altos niveles de analfabetismo que existe en estas comunidades.
Centro Educativos:
Primarios:
1. Escuela Aura Herrera Martínez
2. Escuela Enrique Chamberlain Hijo
3. Escuela Jacagua Al Medio (Tanda Extendida)
4. Escuela Nicolás Tolentino Domínguez
5. Escuela Prudencio Parra (Tanda Extendida)

Secundarios:
1. Politécnico Ramona Altagracia Tejada Marte (Tanda Extendida)
2. Liceo Técnico Profesora Vitalina Gallardo de Abinader
3. Liceo Tevecentro Salamanca
4. Liceo Tevecentro Ranchito
5. PREPARA Enrique Chamberlain  Braulia De Paula
6. Liceo Cesar Augusto Viloria
7. Politécnico Maestra Elsa Brito De Domínguez

## Secciones
El Distrito Municipal de San Francisco de Jacagua estará constituido por las siguientes secciones:
1. Jacagua Adentro, Jacagua Arriba, Jacagua al Medio, Jacagua Abajo, El Play.
2. San Francisco de Jacagua, con su paraje Los Cocos
3. La Ciénaga, con su paraje Los Tocones.
4. El Ranchito de Piche, con su paraje Piche y Quinigua.
5. Las Tres Cruces.[6]
6. El Aguacate.
7. Palo Alto.
8. La Playa (La Playita)
9. Los Guineos.
10. La Delgada.
11. Salamanca, con su paraje Jamo.

## Límites territoriales
Los límites territoriales del Distrito Municipal de San Francisco de Jacagua estarán comprendidos:
|                                       | Norte: Altamira y Pedro García   |              |
| Oeste: Palmar Arriba y Villa González |                                  | Este: Gurabo |
|                                       | Sur: Santiago de los Caballeros. |              |

## Medios de transporte
En todo el distrito municipal funcionan varias rutas de transporte público. La sección de Las Tres Cruces está conectada al municipio cabecera de Santiago por medio del servicio de concho de la Ruta C, debido a ser una sección suburbana periférica a la ciudad; sin embargo, las secciones de Jacagua, Los Cocos y Quinigua están conectadas a Santiago por medio de rutas interurbanas de minibuses llamadas "guaguas". La Secciones de Ranchito y Piché se conectan al municipio a través de jeeps, ya que, dadas las malas condiciones de la carretera (Esta carretera fue acondicionada) y la altura de dichas secciones, son el medio más adecuado para transportar pasajeros. Las secciones de Salamanca, El Aguacate, Palo Alto y la Búcara no cuentan con un medio de transporte público de masas, en estas secciones sus habitantes se ven en la necesidad de transportarse al municipio de Santiago a través de burros, caballos y motocicletas. 
Otro medio de transporte muy usual en todo el distrito son los llamados "motoconchos", existiendo en todo en distrito aproximadamente 5 paradas de este servicio.   
Muchos de los habitantes de este distrito tienen medios de transporte propio (autos, motocicletas, bicicletas) dado lo difícil que resultan los medios disponibles, principalmente en las secciones de Los Cocos y Ranchito.

## Medios de comunicación
En esta demarcación funcionan medios de comunicación a través de las redes sociales, Magazine of the King (anteriormente llamado Sonido Urbano) es el más antiguo, es un programa de transmisión streaming que sale al aire todos los jueves dirigido por Reynaldo Bencosme. 
Otro de los comunicadores destacados en las redes sociales es Yordy Estrella (Panda) quien se dedica realizar entrevistas grabadas sobre situaciones sociales que afectan las comunidades. Tony Almonte dirige el programa Visión Comunitaria quien trabaja la animación musical y los temas comunitarios de Ranchito, de igual modo la página de Facebook Saurio, Noticias y Algo Más que dirige Saurio Núñez se enfoca en informar sobre los acontecimientos de interés comunitario. En la televisión existe un programa llamado "Marcando la Diferencia" dirigido y producido por el Lic. Wilfredo Domínguez, se transmite por Fuego TV, canal 40 de Aster y en la plataforma de Facebook.
El primer periódico digital de este distrito municipal es Jacagua Express, un portal web que le da seguimiento a los acontecimientos noticiosos locales, este medio es dirigido por Amaury Ureña. En este medio, han publicado artículos de opinión Arismendi Santos, Carlos Sosa (Puyi), Saúl Cabrera, Rosalba Martínez, Guarionex Ventura, Saurio Núñez, Nefi Polanco entre otros. 

## Otros datos
En el censo poblacional del año 2010 se indica la cantidad de 36,902 habitantes, distribuidos en 10,022 unidades habitacionales aproximadamente. En el plano económico, cuenta con fábricas de cigarros, almacenes de tabaco, agricultura, ganadería avícola y porcina, talleres de ebanistería, alfarería, mecánicos, herrerías, cooperativas y varios proyectos habitacionales privados. En el plano cultural, cuenta con grandes clubes culturales y deportivos, escuelas primarias y liceos secundarios, iglesias católicas y evangélicas. En el plano de los servicios públicos cuenta con electricidad, acueducto propio, clínicas rurales y cementerio.